# 阿嘎乡
阿嘎乡，是中华人民共和国四川省凉山彝族自治州甘洛县曾经下辖的一个乡。2020年6月，撤销阿嘎乡，将原阿嘎乡所属行政区域划归吉米镇管辖。

## 行政区划
阿嘎乡撤销前下辖以下地区：
乃巫村、四赶千村、苟尔莫村、鱼尾村、以达村、厄曲村、格古村、波洛村和皮觉村。